# La Loi de la pègre
Pour le film de Martin Scorsese, voir Gangs of New York.
Pour plus de détails, voir Fiche technique et Distribution.
La Loi de la pègre (Gangs of New York) est un film américain réalisé par James Cruze, sorti en 1938.

## Synopsis
Un membre de la police, Rocky Thorpe, se fait passer pour un hors-la-loi incarcéré du nom de John Franklin, afin d'infiltrer l’organisation criminelle de celui-ci et de la mettre définitivement hors d’état de nuire.

## Fiche technique
Sauf indication contraire, les informations mentionnées dans cette section peuvent être confirmées par les bases de données cinématographiques  présentes dans la section « Liens externes ».
- Titre français : La Loi de la pègre
- Titre original : Gangs of New York
- Réalisation : James Cruze
- Scénario : Samuel Fuller, Wellyn Totman et Charles F. Royal, d'après le livre de Herbert Asbury
- Musique : Alberto Colombo	(non crédité)
- Photographie : Ernest Miller
- Costumes : Irene Saltern
- Montage : William Morgan
- Société de production :  Republic Pictures
- Société de distribution :  Republic Pictures (États-Unis), Empire Universal Films (Canada), British Lion Film Corporation (Royaume-Uni), Associated Distributors (Australie)
- Pays de production :  États-Unis
- Langue originale : anglais
- Format : noir et blanc — 1,37:1 — 35 mm — mono
- Genre : drame
- Date de sortie : 1938

## Distribution
Sauf indication contraire, les informations mentionnées dans cette section peuvent être confirmées par les bases de données cinématographiques  présentes dans la section « Liens externes ».
- Charles Bickford : 'Rocky' Thorpe / John Franklyn
- Ann Dvorak : Connie Benson
- Alan Baxter : 'Dapper' Mallare
- Wynne Gibson : Orchid
- Harold Huber : Panatella
- Willard Robertson : Inspecteur Sullivan
- Maxie Rosenbloom : Tombstone
- Charles Trowbridge : District Attorney Lucas
- John Wray : Maddock
- Jonathan Hale : Warden
- Fred Kohler : Krueger